# Avramivka, Vasîlkivka
Avramivka (în ucraineană Аврамівка) este un sat în comuna Pavlivka din raionul Vasîlkivka, regiunea Dnipropetrovsk, Ucraina.

## Demografie
Componența lingvistică a localității Avramivka
     Ucraineană (99,33%)
     Alte limbi (0,67%)
Conform recensământului din 2001, majoritatea populației localității Avramivka era vorbitoare de ucraineană (99,33%), existând în minoritate și vorbitori de alte limbi.